# Renato Cebrelli
Renato Cebrelli (Rivanazzano Terme, 22 marzo 1923 – 23 settembre 1993) è stato un politico italiano, eletto nella V legislatura alla Camera dei deputati e nella VI e VII al Senato.

## Biografia
Esponente del Partito Comunista Italiano attivo in provincia di Pavia, è consigliere comunale a Broni. Nel 1968 viene eletto alla Camera dei Deputati, restando in carica per un mandato. Nel 1972 diventa senatore della Repubblica, venendo poi confermato anche alle elezioni del 1976. Conclude il proprio mandato parlamentare nel 1979.
Muore il 23 settembre 1993 all'età di 70 anni.